# Jesús González Alonso
Jesús González Alonso (Gijón, 10 de octubre de 1946 - San Sebastián, 15 de enero de 1988) fue un pianista internacional asturiano.

## Biografía
Comienza sus estudios musicales a la pronta edad de 4 años en la Escuela de Música de Gijón con el maestro Enrique Truan. A los 14 años habiendo terminado el grado profesional con la máxima calificación, se marcha al Real Conservatorio Superior de Música de Madrid, donde estudia dos años de virtuosismo con los maestros José Cubiles, Manuel Carra y Ramón Sáez de Adana, obteniendo el Primer Premio de Virtuosismo y Premio Extraordinario "José Cubiles", en 1964.
En 1965 se traslada a Viena, considerada «capital musical europea», aconsejado por el director de la Escuela Superior de Música de Viena, donde recibe clases del maestro Hans Graf. En 1971 obtiene el Diploma de Virtuosismo de Piano con mención Honorífica y se convierte en profesor asistente de Hans Graf. Anecdóticamente, durante esa etapa vivió en la misma casa en que vivió y murió Beethoven.
En años posteriores obtiene una cátedra de Piano Superior en Hamburgo y se traslada a Fráncfort, donde continua dando conciertos y graba su primer disco Bilder Einer Ausstellung - Rhapsody In Blue con obras de Músorgski y Gershwin en 1979.
Entre 1980 y 1982 es profesor de Virtuosismo de Piano en la Escuela Superior de Música de Viena, convirtiéndose en el primer músico español en lograr formar parte del profesorado de dicha institución.
En 1982 graba su segundo disco Albéniz - Esplá - Granados con obras de autores españoles, incluyendo una de las primeras grabaciones de los cuatro cuadernos para piano de la Lírica española op. 54 de Oscar Esplá.
Entre 1982 y 1983 es profesor de la Facultad de Pedagogía Musical de la Universidad de Maguncia, Alemania.
Desde 1983 hasta su fallecimiento, desempeña la cátedra de piano del Conservatorio Superior de Música de San Sebastián.
Durante su carrera dio conciertos en Europa, Norte de África, Norte y Sur de América donde actuó con orquestas sinfónicas y filarmónicas como: Orquesta Filarmónica Eslovaca, Orquesta Filarmónica de Renania-Palatinado, Orquesta Sinfónica de Budapest, Orquesta Sinfónica de Oporto, Orquesta Sinfónica Brasileña, Orquesta Sinfónica de Radio Televisión Española, Orquesta Sinfónica del Principado de Asturias, etc., donde obtuvo diversos reconocimientos y premios.
A título póstumo, el 11 de mayo de 1990, en su ciudad natal Gijón, se dedicó una de sus calles a su nombre.
Así mismo, en agosto de 2011, también se le dio su nombre al Festival Internacional de Piano de Gijón.
En enero de 2023, la Fundación Municipal de Cultura, Educación y Universidad Popular del Ayuntamiento de Gijón le dedica un libro-CD que incluye la reedición de sus dos LP, además de otros materiales sonoros inéditos como la grabación de la Sonata en do mayor, Hob. XVI: 50 de Joseph Haydn y una entrevista radiofónica de 1981 para Radio Gijón. Este libro-CD se puede solicitar de forma gratuita.

## Obra
- Bilder Einer Ausstellung - Rhapsody In Blue (1979)[1]

1. Modest Músorgski - Bilder Einer Ausstellung
2. George Gershwin - Rhapsody In Blue

- Albéniz, Espla, Granados (1982)[2]

1. Isaac Albéniz - El Albaicín (aus der Suite “Iberia”)
2. Oscar Esplá - Lírica española · Spanische Lyrik op. 54
3. Enrique Granados - Allegro de concierto

## Premios
- Primer Premio de Virtuosismo y Premio Extraordinario "José Cubiles", Madrid (1964).
- Primer Premio del Concurso "Rombro-Stepanow", Viena (1966).
- Primer Premio Concurso Internacional "Gian Battista Viotti", Vercelli (1966).
- Premio de Finalista en el Concurso Internacional de Piano de Río de Janeiro “Guanabara” en (1969).
- Segundo Premio Concurso Beethoven de Radio Nacional de España (1970).[12]
- Diploma de concertista de piano de la Academia Superior de Música de Viena, por unanimidad y con mención honorífica.
- Premio de Finalista en el Concurso Internacional de Piano de Montreal (1971).
- Primer Premio del Concurso "Casa Viena", Oviedo (1971).
- Primer Premio del Concurso "Bösendorfer", Viena (1973).
- Segundo Premio Concurso Internacional de Piano de Santander "Paloma O'Shea", Santander (1974).[13]
- Premio Extraordinario "Begoña Uriarte" III Concurso Yamaha España, Vitoria (1987).[14]

### Otros premios y menciones
- "Concurso Internacional de Música Maria Canals" en Barcelona (1967)
- "Beethoven" en Viena (1969)
- "Reina Elisabeth" en Bruselas (1968)
- "José Vianna da Motta" de Lisboa (1968)